# Noblella lochites
Noblella lochites és una espècie d'amfibi que viu a l'Equador i al Perú. Està amenaçada d'extinció per la pèrdua del seu hàbitat natural.